# Diplomacia do dólar
Diplomacia do dólar é o termo usado para descrever o "bom esforço" dos Estados Unidos — especialmente no governo do presidente William Howard Taft — para promover os seus objetivos na América Latina e Leste da Ásia através do uso de seu poder econômico através da garantia de empréstimos feitos a países estrangeiros. O termo foi originalmente usado pelo Presidente Taft.
O sucessor de Theodore Roosevelt, o presidente Willian Taft (1909-1913), estabeleceu a chamada "diplomacia do dólar" como um dispositivo para ampliar a influência dos Estados Unidos na América Latina. A diplomacia do dólar consistiu, pois, na concessão de uma série de empréstimos aos países latino-americanos, objetivando a dependência econômica, e consequentemente a manipulação de acordo com seus interesses. No decorrer de todo o século XX, tal prática foi ampliada pelo governo estadunidense, que, dessa forma, consolidou o imperialismo econômico sobre grande parte do continente americano. Muitos países latino-americanos permaneceram endividados por muitos anos, devendo quantias vultosas aos Estados Unidos.